# Ishihara Katsuya
Katsuya Ishihara (sinh ngày 2 tháng 10 năm 1978) là một cầu thủ bóng đá người Nhật Bản.

## Sự nghiệp câu lạc bộ
Katsuya Ishihara đã từng chơi cho Ventforet Kofu.